# Bobsleje na Zimowych Igrzyskach Olimpijskich 1972
Bobsleje na Zimowych Igrzyskach Olimpijskich 1972 – jedna z dyscyplin rozgrywanych podczas igrzysk w dniach 4–12 lutego 1972 w Mt. Teine Bobsleigh Course w Sapporo. Zawodnicy odbywały się w dwóch konkurencjach: dwójkach mężczyzn i czwórkach mężczyzn. 

## Medaliści
| Konkurencja      | Złoto                                                                             | Srebro                                                                                    | Brąz                                                                                |
| Dwójka mężczyzn  | RFN (FRG-2) Wolfgang Zimmerer Peter Utzschneider                                  | RFN (FRG-1) Horst Floth Pepi Bader                                                        | Szwajcaria (SUI-1) Jean Wicki · Edy Hubacher                                        |
| Czwórka mężczyzn | Szwajcaria (SUI-1) Jean Wicki · Hans Leutenegger · Werner Camichel · Edy Hubacher | Włochy (ITA-1)Nevio De Zordo · Adriano Frassinelli · Corrado Dal Fabbro · Gianni Bonichon | RFN (FRG-1)Wolfgang Zimmerer Stefan Gaisreiter Walter Steinbauer Peter Utzschneider |

## Klasyfikacja medalowa
| Miejsce | Państwo    | złoto | srebro | brąz | Łącznie |
| ------- | ---------- | ----- | ------ | ---- | ------- |
| 1       | RFN        | 1     | 1      | 1    | 3       |
| 2       | Szwajcaria | 1     | 0      | 1    | 2       |
| 3       | Włochy     | 0     | 1      | 0    | 1       |

## Wyniki

### Dwójka mężczyzn

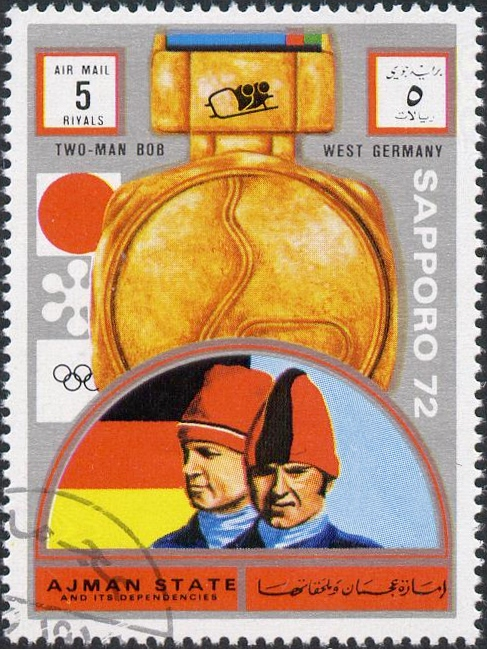
Znaczek pocztowy z wizerunkiem mistrzów olimpijskich z RFN w bobslejowej dwójce Zimmererem i Utzschneiderem

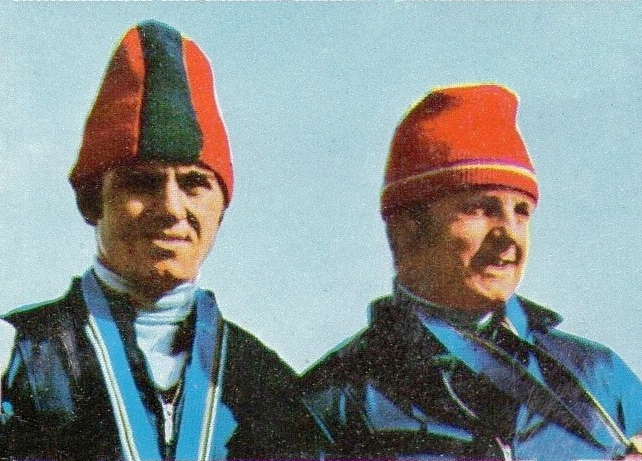
Bobslejowa dwójka z RFN Wolfgang Zimmerer i Peter Utzschneider na olimpijskim podium

| Poz. | Reprezentacja             | Zawodnicy                                        | Ślizg 1 | Ślizg 2 | Ślizg 3 | Ślizg 4 | Czas    |
| ---- | ------------------------- | ------------------------------------------------ | ------- | ------- | ------- | ------- | ------- |
| 01 ! | RFN (FRG-2)               | Wolfgang Zimmerer Peter Utzschneider             | 74,81   | 74,56   | 73,51   | 74,19   | 4:57,07 |
| 02 ! | RFN (FRG-1)               | Horst Floth Pepi Bader                           | 76,04   | 75,38   | 74,35   | 73,07   | 4:58,84 |
| 03 ! | Szwajcaria (SUI-1)        | Jean Wicki Edy Hubacher                          | 75,61   | 75,36   | 74,36   | 74,00   | 4:59,33 |
| 4    | Włochy (ITA-1)            | Gianfranco Gaspari Mario Armano                  | 75,62   | 76,52   | 73,71   | 74,60   | 5:00,45 |
| 5    | Rumunia (ROU-1)           | Ion Panțuru Ion Zangor                           | 76,50   | 75,31   | 74,04   | 74,68   | 5:00,53 |
| 6    | Szwecja                   | Carl-Erik Eriksson Jan Johansson                 | 76,68   | 76,81   | 74,08   | 73,83   | 5:01,40 |
| 7    | Szwajcaria (SUI-2)        | Hans Candrian Heinz Schenker                     | 75,89   | 76,84   | 74,38   | 74,33   | 5:01,44 |
| 8    | Austria (AUT-1)           | Herbert Gruber Josef Oberhauser                  | 76,48   | 76,34   | 74,44   | 74,34   | 5:01,60 |
| 9    | Francja (FRA-1)           | Patrick Parisot Alain Roy                        | 76,66   | 77,17   | 74,53   | 75,10   | 5:03,46 |
| 10   | Włochy (ITA-2)            | Enzo Vicario Corrado Dal Fabbro                  | 77,20   | 76,77   | 74,23   | 75,46   | 5:03,66 |
| 11   | Francja (FRA-2)           | Gérard Christaud-Pipola Jacques Christaud-Pipola | 77,08   | 77,25   | 74,81   | 75,05   | 5:04,19 |
| 12   | Rumunia (ROU-2)           | Dragoș Panaitescu-Rapan Dumitru Focșeneanu       | 77,98   | 77,00   | 74,67   | 75,24   | 5:04,89 |
| 13   | Austria (AUT-2)           | Werner Delle Karth Fritz Sperling                | 76,99   | 77,91   | 75,84   | 74,61   | 5:05,35 |
| 14   | Kanada (CAN-2)            | Bob Storey Michael Hartley                       | 78,49   | 76,70   | 74,90   | 75,61   | 5:05,70 |
| 15   | Japonia (JPN-1)           | Susumu Esashika Kazumi Abe                       | 78,13   | 76,43   | 75,17   | 76,86   | 5:06,59 |
| 16   | Stany Zjednoczone (USA-1) | Paul Lamey Howard Siler, Jr,                     | 78,13   | 76,93   | 75,52   | 76,04   | 5:06,62 |
| 17   | Wielka Brytania (GBR-2)   | John Hammond Bill Sweet                          | 78,09   | 78,18   | 75,71   | 74,98   | 5:06,96 |
| 18   | Stany Zjednoczone (USA-2) | Boris Said, Jr, Thomas Becker                    | 77,34   | 76,93   | 76,66   | 77,71   | 5:08,64 |
| 19   | Kanada (CAN-1)            | Hans Gehrig Andrew Faulds                        | 78,82   | 78,36   | 75,66   | 76,06   | 5:08,90 |
| 20   | Wielka Brytania (GBR-1)   | John Evelyn Peter Clifford                       | 78,60   | 77,23   | 75,80   | 77,38   | 5:09,01 |
| 21   | Japonia (JPN-2)           | Akihiko Suzuki Rikio Sato                        | 78,98   | 78,46   | 75,63   | 78,84   | 5:11,91 |

### Czwórka mężczyzn
| Poz. | Reprezentacja             | Zawodnicy                                                                | Ślizg 1 | Ślizg 2 | Ślizg 3 | Ślizg 4 | Czas    |
| ---- | ------------------------- | ------------------------------------------------------------------------ | ------- | ------- | ------- | ------- | ------- |
| 01 ! | Szwajcaria (SUI-1)        | Jean Wicki Hans Leutenegger Werner Camichel Edy Hubacher                 | 70,71   | 54,64   | 55,51   | 55,85   | 4:43,07 |
| 02 ! | Włochy (ITA-1)            | Nevio De Zordo Adriano Frassinelli Corrado Dal Fabbro Gianni Bonichon    | 71,39   | 54,98   | 55,70   | 56,87   | 4:43,83 |
| 03 ! | RFN (FRG-1)               | Wolfgang Zimmerer Stefan Gaisreiter Walter Steinbauer Peter Utzschneider | 71,18   | 54,87   | 55,53   | 56,15   | 4:43,92 |
| 4    | Szwajcaria (SUI-2)        | Hans Candrian Erwin Juon Gaudenz Beeli Heinz Schenker                    | 72,36   | 56,23   | 56,81   | 57,57   | 4:44,56 |
| 5    | RFN (FRG-2)               | Horst Floth Donat Ertel Walter Gillik Pepi Bader                         | 70,83   | 54,81   | 55,28   | 55,84   | 4:45,09 |
| 6    | Austria (AUT-1)           | Herbert Gruber Utz Chwalla Josef Eder Josef Oberhauser                   | 71,20   | 55,12   | 55,63   | 56,58   | 4:45,77 |
| 7    | Austria (AUT-2)           | Werner Delle Karth Werner Moser Walter Delle Karth Fritz Sperling        | 71,58   | 55,51   | 56,18   | 56,68   | 4:46,66 |
| 8    | Włochy (ITA-2)            | Gianfranco Gaspari Roberto Zandonella Mario Armano Luciano De Paolis     | 71,89   | 55,66   | 56,43   | 57,06   | 4:46,73 |
| 9    | Francja                   | Patrick Parisot Yves Bonsang Alain Roy Gilles Morda                      | 71,79   | 55,33   | 56,37   | 57,05   | 4:46,75 |
| 10   | Rumunia                   | Ion Panțuru Ion Zangor Dumitru Pascu Dumitru Focșeneanu                  | 72,07   | 55,80   | 57,08   | 57,17   | 4:47,12 |
| 11   | Szwecja                   | Carl-Erik Eriksson Tom Mentzer Thomas Gustafsson Jan Johansson           | 72,14   | 55,92   | 56,94   | 57,42   | 4:47,40 |
| 12   | Japonia (JPN-1)           | Susumu Esashika Kazumi Abe Rikio Sato Yoshiyuki Ichihashi                | 71,51   | 55,62   | 56,05   | 56,61   | 4:47,92 |
| 13   | Kanada                    | Hans Gehrig David Richardson Peter Blakeley Andrew Faulds                | 72,61   | 56,08   | 56,96   | 57,59   | 4:48,06 |
| 14   | Stany Zjednoczone (USA-2) | Boris Said, Jr, James Copley Ken Morris Phil Duprey                      | 72,31   | 56,07   | 56,72   | 57,58   | 4:48,43 |
| 15   | Wielka Brytania (GBR-2)   | John Hammond Jackie Price Alan Jones Peter Clifford                      | 73,00   | 56,67   | 57,49   | 57,89   | 4:50,46 |
| 16   | Wielka Brytania (GBR-1)   | John Evelyn Mike Freeman Gomer Lloyd Bill Sweet                          | 72,83   | 56,48   | 56,87   | 57,65   | 4:51,03 |
| WD   | Stany Zjednoczone (USA-1) | Jim Hickey Jr, Jim Bridges Howard Siler. Jr. Thomas Becker               | DSQ     | 56,97   | 57,78   | 58,19   | DSQ     |
| WD   | Japonia (JPN-2)           | Toshihisa Nagata Hiroshi Inaba Koichi Sugawara Akihiko Suzuki            | 71,51   | 55,80   | 56,10   | 56,65   | DSQ     |